# 5 huajai hero
5 huajai hero  (tailandês tradicional: 5 หัวใจฮีโร่ ; tailandês simplificado: 5 หัวใจฮีโร่ ; pinyin: 5 H̄ạwcı ḥīrò:; bra: Os Meninos Super Poderosos) é um filme tailandês dos gêneros ação e drama do ano de 2009, dirigido por Krissanapong Rachata, produzido por Prachya Pinkaew, Sukanya Vongsthapat e Panna Rittikra e estrelado por Nantawooti Boonrapsap, Sasisa Jindamanee, Paytaai Wongkamlao, Nawarat Teharathanaprase, Pimchanok Leuwisetpaiboon, Richard William Lord e Johnny Nguyen.

## Sinopse
A história gira ao redor de 5 garotos: Wut, Kat, Pong, Woon e Jib, que crescem numa escola de artes marciais. Sua vida comun se transforma quando eles brigam contra uma gangue e isto causa um problema cardíaco em Jib. Ele precisa urgentemente de um transplante num hospital, quando os outros garotos se envolvem perigosamente com terroristas inescrupulosos que ocupam o mesmo hospital. Então, o momento de heroismo começa quando os garotos decidem lutar para proteger seus amigos e a cidade. Com amizade, coragem e o coração maior que seus tamanhos, os garotos querem a vitória.

## Elenco
- Nantawooti Boonrapsap como Wut
- Sasisa Jindamanee como Kat
- Paytaai Wongkamlao como Pong
- Nawarat Teharathanaprase como Jib
- Pimchanok Leuwisetpaiboon como Tellor
- Richard William Lord como Drunk Bully
- Johnny Nguyen como Rebel Leader
- Arunya Pawilai como Lek
- Conan Stevens como Escolta dos embaixadores
- Yano Kasuk como Estudante de Muay-Thai Japonês
- Cheathavuth Watcharakhan como Morpien
- Darun Tantiwichitwech como Woon